# Prinsessan och de onda trollen
Prinsessan och de onda trollen är en ungersk-brittisk-japansk animerad musikalisk fantasyfilm från 1991 regisserad av József Gémes, skriven och producerad av Robin Lyons. Filmen bygger på romanen av George McDonald. Musiken komponerades av István Lerch. Filmen producerades av Pannónia Filmstúdió och distribuerades av Budapest Film och Pannónia Film.
Den släpptes i Ungern den 20 december 1991 och i Storbritannien den 18 december 1992.

## Handling
Ett fridfullt kungariket plågas av en armé av monstruösa troll. En modig och vacker prinsessa slår följe med en uppfinningsrik bondpojke för att rädda kungen och hela hans folk. Paret måste slåss mot den elaka trollprinsens onda krafter med endast sångens kraft, kärlekens mirakel och en magisk glimrande tråd.

## Rollista
| Roll                             | Ungersk röst     | Engelsk röst              |
| -------------------------------- | ---------------- | ------------------------- |
| Prinsessan Irene                 | Edina Somlai     | Sally Ann Marsh           |
| Curdie                           | Péter Minárovits | Peter Murray Paul Keating |
| Prins Froglip                    | Zoltán Bezerédi  | Rik Mayall                |
| Gammel-gammel-gammelmormor Irene | Ilona Kállay     | Claire Bloom              |
| Lootie                           | Ilona Győri      | Mollie Sugden             |
| Glump                            | Lajos Kránitz    | Victor Spinetti           |
| Trollens kung                    | József Kautzky   | Robin Lyons               |
| Trollens drottning               | Éva Schubert     | Peggy Mount               |
| Peter (Curdies far)              | István Perlaki   | William Hootkins          |
| Curdies mor                      | Mari Némedi      | Maxine Howe               |
| Kung Papa (Irenes far)           | István Avar      | Joss Ackland              |
| Mump                             | István Pathó     | Roy Kinnear               |